# ليزا يي
ليزا يي (بالإنجليزية: Lisa Yee)‏ هي كاتِبة وكاتبة للأطفال أمريكية، ولدت في 1959 في لوس أنجلوس في الولايات المتحدة.